# John Smith (Fußballspieler, 1939)
John Smith (* 4. Januar 1939 in Shoreditch; † 12. Februar 1988 in Brent) war ein englischer Fußballspieler und -trainer. Er kam zumeist auf den Halbpositionen zum Einsatz und hatte seine beste Zeit zu Beginn bei West Ham United. Nach dem Wechsel zu Tottenham Hotspur konnte er sich nur selten beweisen und erst beim unterklassigen Swindon Town feierte er Achtungserfolge, wozu in besonderem Maße der Triumph im Ligapokal 1969 und der damit einhergehende Finalsieg gegen den FC Arsenal gehörte.

## Sportlicher Werdegang
Smith schloss sich im Sommer 1954 als Amateur West Ham United an und an seinem 17. Geburtstag unterzeichnete er dort einen Profivertrag. In der Saison 1956/57 avancierte er zum Stammspieler beim damaligen Zweitligisten und zum Aufstieg in die First Division in der Spielzeit 1957/58 steuerte er elf Tore in 32 Ligaeinsätzen bei. Knapp zwei Jahre später wechselte Smith, der gleichsam als Halbstürmer und Außenläufer eingesetzt werden konnte, im März 1960 zum Erstligakonkurrenten Tottenham Hotspur.
Bei seinem Debüt für die „Spurs“ am 9. April 1960 gegen den FC Everton (1:2) ersetzte er Les Allen. Er musste anschließend lange warten, bevor sich ihm am 16. Januar 1961 gegen Manchester United die nächste Gelegenheit bot. In dieser Saison gewann Tottenham das „Double“ aus englischer Meisterschaft und FA Cup. Dieser Einsatz, bei der Smith auf der rechten Außenposition als „dritte Wahl“ hinter Cliff Jones und Terry Medwin fungierte, mündete erneut in eine Niederlage (0:2) und war wieder sein einziger Auftritt, was für den Erhalt einer offiziellen Titelmedaille nicht ausreichte. Fortan kam er sporadisch und etwas häufiger zum Zuge, wobei er in den folgenden knapp drei Jahren bei seinen 19 Ligaeinsätzen zuletzt auf der defensiver agierte. Am 22. Dezember 1962 schoss er gegen seinen Ex-Klub West Ham United (4:4) sein erstes und einziges Ligator für die Spurs. Im März 1964 zog es ihn dann zu Coventry City, das gerade erfolgreich dem Aufstieg aus der dritten Liga entgegensteuerte.
Im Oktober 1965 kehrte er nach London zum Zweitligakonkurrenten Leyton Orient zurück und kurz nach dem Abstieg als Tabellenletzter zog er nach nur einem Jahr weiter zu Torquay United, das sich – wie nun Leyton Orient auch – in der Drittklassigkeit verdingte. Einige Achtungserfolge feierte er dann ab Juni 1968 mit Swindon Town. Mit diesem Klub stieg er nicht nur als Vizemeister 1969 in die Second Division auf; er gewann dazu zwei englisch-italienische Pokalwettbewerbe: den Ligapokal 1969 und ein Jahr später den Pokal. Größte Errungenschaft war der Gewinn des englischen Ligapokals 1969. Hier stand er auch in der Finalmannschaft, die mit 3:1 den FC Arsenal nach Verlängerung besiegte (beim Stand von 1:0 wurde er in der 77. Minute ausgewechselt). Seine letzte aktive Station in England war ab Juni 1971 der FC Walsall, für den er zwischen Oktober 1972 und März 1973 auch als Trainer arbeitete. Im Anschluss übernahm er den irischen Erstligisten Dundalk FC, der unter Smiths Führung mit einer Vielzahl englischer Spieler verstärkt wurde, darunter Jim Dainty, Doug Devlin, Willie Penman, John Coyne und Willie Waddell. Der sportliche Erfolg blieb allerdings aus, lediglich ein Erfolg im Leinster Senior Cup stand zu Buche. Nach einem schwachen Start in die Saison 1974/75 musste er den Klub im November 1974 wieder verlassen.
Er starb jung im Alter von gerade einmal 49 Jahren.

## Titel/Auszeichnungen
- Englischer Ligapokal (1): 1969
- Englisch-italienischer Pokal (1): 1970
- Englisch-italienischer Ligapokal (1): 1969